# Diócesis de Picos
La diócesis de Picos (en latín: Dioecesis Picuensis y en portugués: Diocese de Picos) es una circunscripción eclesiástica de la Iglesia católica en Brasil. Se trata de una diócesis latina, sufragánea de la arquidiócesis de Teresina. Desde el 26 de noviembre de 2003 su obispo es Plínio José Luz da Silva.

## Territorio y organización
La diócesis tiene 23 121 km² y extiende su jurisdicción sobre los fieles católicos de rito latino residentes en 42 municipios del estado de Piauí: Picos, Alagoinha do Piauí, Acauã, Alegrete do Piauí, Aroeiras do Itaim, Belém do Piauí, Bocaina, Betânia do Piauí, Caldeirão Grande, Campo Grande do Piauí, Caridade do Piauí, Curral Novo do Piauí, Dom Expedito Lopes, Francisco Macedo, Francisco Santos, Fronteiras, Geminiano, Ipiranga do Piauí, Itainópolis, Jaicós, Jacobina do Piauí, Marcolândia, Massapê do Piauí, Monsenhor Hipólito, Padre Marcos, Paquetá, Patos do Piauí, Paulistana, Pio IX, Queimada Nova, Santana do Piauí, Santa Cruz do Piauí, Santo Antônio de Lisboa, São João da Canabrava, São José do Piauí, São Julião, São Luis do Piauí, Simões, Sussuapara, Vera Mendes, Vila Nova do Piauí y Wall Ferraz.
La sede de la diócesis se encuentra en la ciudad de Picos, en donde se halla la Catedral de Nuestra Señora de los Remedios.
En 2021 en la diócesis existían 21 parroquias agrupadas en 8 zonas pastorales.

## Historia
La diócesis fue erigida el 28 de octubre de 1974 con la bula Neminem latet del papa Pablo VI, obteniendo el territorio de la diócesis de Oeiras.

## Estadísticas
Según el Anuario Pontificio 2022 la diócesis tenía a fines de 2021 un total de 362 000 fieles bautizados.
| Año                                                                             | Población            | Población | Población      | Sacerdotes | Sacerdotes    | Sacerdotes    | Bautizados por sacerdote | Diáconos permanentes | Religiosos | Religiosos | Parroquias |
| Año                                                                             | Bautizados católicos | Total     | % de católicos | Total      | Clero secular | Clero regular | Bautizados por sacerdote | Diáconos permanentes | Varones    | Mujeres    | Parroquias |
| ------------------------------------------------------------------------------- | -------------------- | --------- | -------------- | ---------- | ------------- | ------------- | ------------------------ | -------------------- | ---------- | ---------- | ---------- |
| 1976                                                                            | 256 200              | 261 429   | 98.0           | 8          | 6             | 2             | 32 025                   |                      | 2          | 15         | 5          |
| 1980                                                                            | 250 000              | 275 000   | 90.9           | 10         | 5             | 5             | 25 000                   |                      | 5          | 18         | 5          |
| 1990                                                                            | 305 638              | 321 728   | 95.0           | 12         | 10            | 2             | 25 469                   |                      | 2          | 26         | 7          |
| 1999                                                                            | 300 000              | 313 000   | 95.8           | 17         | 17            |               | 17 647                   |                      |            | 22         | 9          |
| 2000                                                                            | 303 000              | 316 000   | 95.9           | 16         | 16            |               | 18 937                   |                      |            | 23         | 9          |
| 2001                                                                            | 305 581              | 325 086   | 94.0           | 14         | 14            |               | 21 827                   |                      |            | 25         | 9          |
| 2002                                                                            | 305 581              | 325 086   | 94.0           | 21         | 15            | 6             | 14 551                   |                      | 6          | 28         | 9          |
| 2003                                                                            | 305 581              | 325 086   | 94.0           | 16         | 16            |               | 19 098                   |                      |            | 28         | 9          |
| 2004                                                                            | 302 862              | 347 140   | 87.2           | 15         | 15            |               | 20 190                   |                      |            | 21         | 9          |
| 2013                                                                            | 339 000              | 389 000   | 87.1           | 21         | 21            |               | 16 142                   |                      |            | 18         | 18         |
| 2016                                                                            | 348 000              | 398 000   | 87.4           | 28         | 28            |               | 12 428                   |                      |            | 25         | 18         |
| 2019                                                                            | 356 400              | 407 620   | 87.4           | 31         | 31            |               | 11 496                   |                      |            | 27         | 21         |
| 2021                                                                            | 362 000              | 414 155   | 87.4           | 35         | 35            |               | 10 342                   |                      |            | 16         | 21         |
| Fuente: Catholic-Hierarchy, que a su vez toma los datos del Anuario Pontificio. |                      |           |                |            |               |               |                          |                      |            |            |            |

## Episcopologio
- Augusto Alves da Rocha (23 de mayo de 1975-24 de octubre de 2001 nombrado obispo de Oeiras-Floriano)
- Plínio José Luz da Silva, desde el 26 de noviembre de 2003